# ديسيسلافا ديميتروفا
ديسيسلافا ديميتروفا هي منافسة ألعاب القوى بلغارية، ولدت في 19 يونيو 1972 في صوفيا في بلغاريا.

## وصلات خارجية
- ديسيسلافا ديميتروفا على موقع الاتحاد الدولي لألعاب القوى (الإنجليزية)
- ديسيسلافا ديميتروفا على موقع أوليمبيديا (الإنجليزية)